# السلاحف في سلطنة عمان
السلاحف في سلطنة عمان: حفاظًا على التنوع البيئي والحياة البحرية
تحتل سلطنة عمان موقعًا استثنائيًا على شاطئ البحر العربي، حيث يعيش مجموعة متنوعة من الكائنات البحرية، ومن بين هذه الكائنات البحرية، نجد السلاحف، التي تمثل جزءًا هامًا من التنوع البيئي في المنطقة. تشتهر سلطنة عمان بالعديد من الشواطئ الجميلة والبيئات البحرية الغنية، والتي تعد موطنًا مهمًا للسلاحف. في هذا المقال، سنلقي نظرة عامة على أنواع السلاحف التي تعيش في سلطنة عمان والجهود المبذولة لحمايتها.

## أنواع السلاحف في سلطنة عمان
هناك عدة أنواع من السلاحف تعيش في المياه العمانية، ومن أبرزها:
1. سلاحف الريماني هي إحدى الأنواع الفريدة التي تعشش في جزيرة مصيرة في سلطنة عمان. تميزها حجم رأسها الكبير بالمقارنة مع باقي الأنواع من السلاحف، ويبلغ عددها في تلك المنطقة أكثر من 30 ألف سلحفاة. تتميز هذه السلاحف بسلوكها وعاداتها الاستثنائية، حيث تعيش في مناطق الشعاب المرجانية وتعتمد على تنوع غني في الغذاء، حيث تتغذى على الأصداف والمحار وسرطانات البحر وحتى قنفذ البحر. وتقوم بوضع نسلها بكميات كبيرة، حيث تضع ما يقارب 125 بيضة في كل عملية تعشيش.
2. سلاحف "الزيتونية" تعد من أصغر أنواع السلاحف البحرية، وهي أيضًا أحد أقل الأنواع تواجدًا في سلطنة عمان. تقتصر أعدادها على ما يُقدر بين 150 إلى 200 سلحفاة تعشش في جزيرة مصيرة. تُميز هذه السلاحف بقشرتها الظهرية التي تأخذ شكلًا شبه دائري محدبًا من الأمام ولونها الزيتوني الرمادي. تتغذى الزيتونية أيضًا على الأصداف البحرية والسرطانات الصغيرة، وتُضع ما يُقارب 190 بيضة في كل عملية تعشيش، مما يعكس عادات تكاثرها الفريدة والحساسة.
3. السلحفاة الخضراء هي كائنات بحرية تعيش بأعداد كبيرة على شواطئ عمان، حيث يقدر عددها بأكثر من 20 ألف سلحفاة سنويًا. هذا الرقم يجعل من منطقة غرب المحيط الهندي وخاصةً منطقة رأس الحد بمحمية السلاحف، واحدة من أبرز المواقع العالمية لتعشش هذا النوع من السلاحف. تتغذى السلاحف الخضراء على الأعشاب البحرية، حيث تعتمد على هذه النباتات البحرية كمصدر غذائي أساسي. وتكون هذه السلاحف قادرة على وضع نحو 132 بيضة في كل عملية تضع بيضها.

## الحفاظ على السلاحف في سلطنة عمان
سلطنة عمان تولي اهتمامًا كبيرًا لحماية السلاحف والمحافظة على مواطنها البيئية. تمتلك السلطنة العديد من المحميات البيئية التي تعمل على الحفاظ على بيئة السلاحف وتوفير الظروف الملائمة لتكاثرها.
تتضمن جهود حماية السلاحف في سلطنة عمان:
1. الرصد والبحث: تُجرى أبحاث مستمرة لفهم السلوك والبيئة التي تعيش فيها السلاحف. يساعد هذا البحث في تطوير استراتيجيات حماية أفضل.
2. مناطق الحماية: إقامة مناطق حماية بحرية وسواحل محمية تمنع النشاطات البشرية التي تهدد السلاحف، مثل التلوث والصيد غير المشروع.
3. التوعية: تُنظم حملات توعية للمجتمع المحلي والزوار حول أهمية السلاحف ودورها في البيئة البحرية.
4. مراقبة التفقيس: يتم مراقبة عمليات التفقيس ومساعدة السلاحف الصغيرة في الوصول إلى البحر بأمان.

## التحديات المستقبلية
بالرغم من الجهود الجادة التي تبذلها سلطنة عمان لحماية السلاحف، إلا أن هناك تحديات مستقبلية تتعلق بتغير المناخ والتلوث البحري قد تؤثر سلبًا على هذه الكائنات البحرية الرائعة. يجب على المجتمع الدولي العمل معًا للمساهمة في الحفاظ على تنوع البيئة والحياة البحرية في سلطنة عمان وجميع أنحاء العالم.
في الختام، تعد سلطنة عمان واحدة من الوجهات البيئية البحرية الرائعة في العالم، والسلاحف تلعب دورًا هامًا في هذا النظام البيئي الفريد. من خلال الجهود المستدامة لحمايتها، يمكن للسلطنة المحافظة على هذا الكنز البيئي والاستمتاع به للأجيال القادمة.
'